# Alexander MacDonald, 10. Earl of Ross
Alexander MacDonald (* um 1390; † 8. Mai 1449 in Dingwall), 10. Earl of Ross, Lord of the Isles, war ein schottischer Adeliger.

## Leben
Sein Vater war Donald MacDonald, Lord of the Isles, seine Mutter war Mary Leslie, 9. Countess of Ross. Nach dem Tod seines Vaters im Jahr 1423 trat er sein Erbe an und übernahm damit auch dessen Titel als „Lord of the Isles“. Und obwohl seine Mutter noch lebte und de iure Anspruch auf den Titel hatte, wurde ihm nach dem Tod von John Stewart, Earl of Buchan im Jahr 1424 von Jakob I. der Titel des „Earl of Ross“ zuerkannt.
Um Ruhe und Ordnung in den Highlands wiederherzustellen, folgte er im Jahr 1427 einem Ruf von Jakob I. zu einem Treffen aller Anführer nach Inverness. Dort wurde er jedoch unter Arrest gestellt, andere Anführer wurden sofort hingerichtet. Nach seiner Flucht (oder Freilassung?) stellte er eine Armee aus Männern aus Ross und von den Inseln auf. Er kehrte zurück und brannte Inverness nieder, konnte die dortige Burg jedoch nicht einnehmen. Von einer Armee unter persönlicher Führung des Königs verfolgt, stellte er sich kampflos mit seinen Truppen am 23. Juni 1429 bei Lochaber, da zuvor seine wichtigsten Verbündeten desertiert waren.  Er akzeptierte eine bedingungslose Unterwerfung und wurde in der Folge in Tantallon Castle gefangen gehalten. Seine Verwandten gaben trotz seiner Gefangenschaft keine Ruhe und wurden 1431 bei Inverlochy von einer Armee unter Führung von Alexander Stewart, 12. Earl of Mar, geschlagen, der bereits 20 Jahre zuvor gegen Donald MacDonald, Lord of the Isles, erfolgreich gewesen war.
Die Begnadigung für Alexanders Taten erfolgte 1431 anlässlich der Feierlichkeiten zur Taufe des Thronfolgers Jakob II.; der Titel des „Earl of Ross“ wurde ihm jedoch erst 1436 wieder zuerkannt. 1438 wurde er als Justitiar von Schottland für die Gebiete nördlich des Forth geführt, und bis zu seinem Tod erschien seine Unterschrift immer wieder auf Urkunden mit juristischem Inhalt. 
Alexander war mindestens einmal verheiratet. Aus der Ehe mit Elisabeth, Tochter des Alexander Seton, stammte sein Sohn John, Erbe und späterer 11. Earl. Weiter sind die Söhne Celestine und Uisdean (auch Hugh) sowie die Töchter Margaret und Florence belegt; deren Legitimität ist jedoch nicht eindeutig nachweisbar.